# Eye (canção)
"Eye" é uma canção escrita por Billy Corgan, gravada pela banda The Smashing Pumpkins.
A canção fez parte da banda sonora do filme de David Lynch Lost Highway.